# Nereda-Verfahren
Das Nereda-Verfahren ist eine Anwendung in der Klärtechnik.

## Entstehung
Die Technologie wurde in den frühen 2000er Jahren in einer Kooperation zwischen der Royal HaskoingDHV, der Technische Universität Delft, den Niederländischen Wasserverbänden und der Niederländischen Stiftung für angewandte Wasserforschung (STOWA), unter der Leitung von Professor Mark van Loosdrecht an der Universität Delft entwickelt. Die Zielsetzung lag darin, eine kompaktere und effizientere Technologie zu Reinigung von Abwässern zu entwickeln.

## Funktionsprinzip

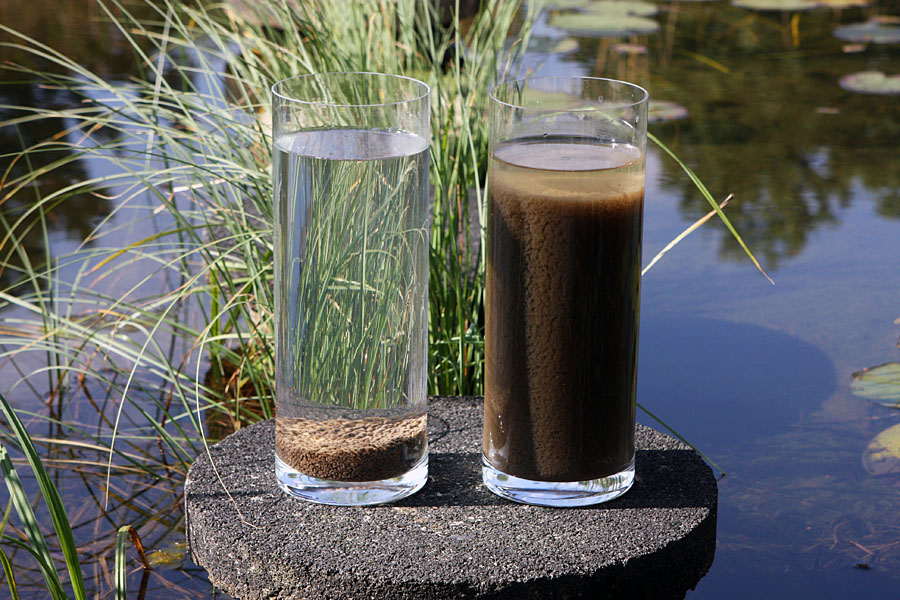
Unterschiede im Absetzverhalten zwischen Granulat und Flocke (Klärschlamm)

Das Nereda-Verfahren wird Batchweise (SBR) betrieben. Das Hauptmerkmal der Technologie ist, dass statt wie sonst meist üblich durch ein Belebtschlammverfahren mit Bakterienflocken, mit Bakteriengranulat gearbeitet wird. Dies ändert den Klärprozess wesentlich. Das Granulat setzt sich schnell ab, wodurch Zeit, Energie und Platz eingespart wird. So kann auf ein Nachklärbecken verzichtet werden und die Gesamtanlage kann kleiner umgesetzt werden.
Zudem wirkt sich die Betriebsweise auf die Biozönose der Bakterien aus. Durch das hohe Schlammalter der Bakterien entwickeln sich leichter Spezialisten, die auf das Abwasser angepasst sind. Im Inneren des Granulats befindet sich eine Anaerobe Zone, in der die Denitrifikation stattfindet. Die Kompaktheit macht die Bakterien im Granulat und den Prozess robuster gegen chemische Störungen. Die Phosphorelimination erfolgt im inneren des Granulats, wo es gespeichert wird. Dadurch wird Fällmittel für die chemische Phosphatfällung eingespart.
Auf etwa 20 kommunale Kläranlagen weltweit wird das Verfahren 2024 angewendet. Die Kläranlage in Altena ist die erste Anlage in Deutschland, in der das Verfahren in der Praxis getestet wird.